# Bernhard Muhr (Fußballspieler)
Bernhard Muhr (* 17. März 1977) ist ein ehemaliger österreichischer Fußballspieler.

## Karriere
Muhr begann seine Karriere beim FC Gratkorn in der Steiermark. Nach guten Spielen in der Regionalliga wechselte er 1998 zum LASK Linz, in die österreichische Bundesliga. Dort gab er im gleichen Jahr sein Debüt. 2001 stieg er mit den Linzern ab und spielte danach noch eine Saison in der Ersten Division. 2002 wechselte er zum SC Interwetten nach Untersiebenbrunn.
Nachdem der Verein in finanzielle Nöte geraten war, wechselte er 2004 zum SCR Altach nach Vorarlberg. Nach 2 Jahren in der Red-Zac Ersten Liga schaffte er mit den Rheindörflern den Aufstieg in die T-Mobile Bundesliga. Im Jänner 2009 kehrte er wieder zurück in die Steiermark zum DSV Leoben. Auf Grund der Pleite des Hauptsponsors mussten die Donawitzer schließlich Konkurs anmelden und waren damit gezwungen, den Weg in die Regionalliga Mitte anzutreten. Daraufhin sicherten sich die FK Austria Wien Amateure die Dienste des Abwehrroutiniers für die Saison 2009/10.
Seit Sommer 2010 ist Bernhard Muhr wieder zum DSV Leoben zurückgekehrt und agiert dort als Spielertrainer.

## Weblink
- Bernhard Muhr in der Datenbank von transfermarkt.de

| Personendaten    | Personendaten                   |
| ---------------- | ------------------------------- |
| NAME             | Muhr, Bernhard                  |
| KURZBESCHREIBUNG | österreichischer Fußballspieler |
| GEBURTSDATUM     | 17. März 1977                   |
| GEBURTSORT       | Graz                            |